# 季格拉什
季格拉什（烏克蘭語：Тийглаш），是烏克蘭的村落，位於該國西部外喀爾巴阡州，由烏日霍羅德區負責管轄，面積1.6平方公里，2001年人口551，人口密度每平方公里344.38人。